# Alecrim (Curiúva)
Alecrim é um distrito do município brasileiro de Curiúva, no interior do estado do Paraná. Segundo o censo demográfico de 2022, realizado pelo Instituto Brasileiro de Geografia e Estatística (IBGE), sua população era de 1 051 habitantes e havia 405 domicílios particulares permanentes ocupados. Foi criado pela lei estadual nº 4.795 de 9 de dezembro de 1963.
De acordo com o IBGE, em 2010 a população era de 1 205 habitantes e havia 499 domicílios particulares.